# Joan Paleòleg (cèsar)
Joan Paleòleg (grec medieval: Ἱωάννης Παλαιολόγος, Ioannis Paleologos; 1288/89-1326) fou un membre de la família Paleòleg, la dinastia regnant de l'Imperi Romà d'Orient, que fou governador de Tessalònica.
Era fill del general Constantí Paleòleg, fill de l'emperador Miquel VIII Paleòleg (r. 1259–1289), i de la seva muller, Irene Paleòloga Raülena.
El 1305, fou nomenat panhipersebast. 20 anys més tard, durant la guerra civil romana d'Orient del 1321-1328, era governador de Tessalònica. El 1326, es revoltà contra el seu oncle, l'emperador Andrònic II Paleòleg i s'uní a les forces del rei serbi, Esteve Uroš III de Dečani, amb el qual saquejaren els dominis romans d'Orient de la Macedònia central fins a Serres. Andrònic II provà d'apaivagar-lo enviant-li ambaixadors amb la insígnia de cèsar, la segona dignitat més alta de l'Imperi Romà d'Orient, i Joan es comprometé a posar fi a la seva rebel·lió i tornar a Tessalònica. Tanmateix, poc després emmalaltí i morí a Skopje.
Joan es casà amb Irene, una dona d'una família desconeguda. El matrimoni tingué una filla, Maria, que esdevingué la reina consort d'Esteve Uroš, i un fill de nom desconegut que caigué el 1332 a la batalla de Russókastro.